# Coronatae
Coronatae (), jedan od tri reda režnjaka (Scyphozoa), koljeno Cnidaria (žarnjaci). Sasstoji se od 6 porodica i roda Stephanoscyphus koji obuhvaća vrste Stephanoscyphus allmani, Stephanoscyphus corniformis, Stephanoscyphus simplex i Stephanoscyphus striatus.
Ove vrste meduza žive u ubokim morima gdje slobodno plivaju i često su živih boja, a u engleskom nazivu poznate su kao okrunjene meduze (crown jellyfishes), što dolazi od latinskog corona =kruna. 

## Porodice
- Atollidae
  - Rod Atolla
- Atorellidae
  - Rod Atorella.
- Linuchidae
  - Rod Linantha
  - Rod Linuche
- Nausithoidae
  - Rod Nausithoe
  - Rod Palephyra
  - Rod Thecoscyphus
- Paraphyllinidae
  - Rod Paraphyllina
- Periphyllidae
  - Rod Nauphantopsis
  - Rod Pericolpa
  - Rod Periphylla
  - Rod Periphyllopsis

## Vanjske poveznice
- Coronatae